# 얄마르 에크달
얄마르 에크달(스웨덴어: Hjalmar Ekdal, 1998년 10월 21일 ~ )은 스웨덴의 프로 축구 선수로 프리미어리그 클럽 번리와 스웨덴 국가대표팀에서 센터백으로 활약하고 있다. 2018년 IK 프레이에서 프로 경력을 시작한 그는 2021년 유르고르덴 IF와 계약하기 전에 잠시 아쉬리스카 FF, 함마르뷔 IF, IK 시리우스를 대표했다.

## 구단 경력

### 함마르뷔 IF
2019년 7월 19일, 에크달은 알스벤스칸의 함마르뷔 IF로 이적하여 2년 계약을 체결했다. 또한 시즌 남은 기간 동안 소속 클럽 IK 프레이의 자격을 유지할 것이라고 발표되었다. 2020년 3월 3일, 에크달은 올스벤스칸의 동료 클럽 IK 시리우스로 임대되었다.

### 유르고르덴 IF
2021년 1월 4일, 에크달은 유르고르덴 IF와 4년 계약으로 합류했다. 그는 2021년 9월 이달의 알스벤스칸 선수로 선정되었다.

### 번리
2023년 1월 21일, 에크달은 공개되지 않은 이적료로 챔피언십 리더인 번리와 4년 6개월 계약을 맺었다. 그는 2월 4일, 3-0으로 이긴 노리치 시티와의 EFL 챔피언십 원정 경기에서 번리 소속으로 데뷔 전을 치렀고, 이 경기에서 60분에 번리의 첫 골을 넣었다.

## 국가대표팀 경력
에크달은 2018년 10월 스웨덴 U-19 국가대표팀에 소집되었고, 같은 달 덴마크 (3-1 승리)와 러시아 (1-1 무승부)와의 두 번의 친선 경기에 출전했다. 2020년 8월 26일, 그는 처음으로 스웨덴 U-21 국가대표팀에 소집되었다.
에크달은 2022년 1월 핀란드와의 두 차례 친선 경기를 위해 2021년 12월 1일 스웨덴 국가대표팀에 처음으로 소집되었다. 하지만 2주 후 코로나19 범유행으로 인해 친선 경기가 취소되었다. 에크달은 2022년 5월 18일 슬로베니아, 노르웨이, 세르비아와의 2022-23년 UEFA 네이션스리그 경기를 위해 다시 한 번 국가대표팀에 소집되었다.
2022년 6월 9일, 그는 세르비아와의 UEFA 네이션스리그 경기에서 스웨덴 국가대표팀 데뷔 전을 치렀고, 1-0으로 패한 경기에서 센터백으로 90분을 소화했다.

## 사생활
그는 언론인 레나르트 에크달의 아들이며, 알스벤스칸, 세리에 A, 분데스리가 클럽과 스웨덴 축구 국가대표팀에서 활약한 동료 축구 선수 알빈 에크달의 동생이다.